# The Brooklyn Tower
The Brooklyn Tower, auch 9 DeKalb Avenue und 340 Flatbush Avenue, ist ein superschlanker Wolkenkratzer (Super-Slender-Skyscraper) im Stadtbezirk Brooklyn in New York City. Das Bauwerk ist eines der höchsten Wolkenkratzer in den Vereinigten Staaten sowie in New York City das höchste Gebäude außerhalb von Manhattan.

## Beschreibung
Das Gebäude befindet sich in Downtown Brooklyn (DoBro) am Albee Square und enthält Wohnungen, Einzelhandels- und Büroflächen. Mit in den Bau wurde das bereits bestehende 1908 vollendete Dime Savings Bank Building integriert. Entworfen wurde der Brooklyn Tower vom Architektenbüro SHoP Architects, welche z. B. den noch höheren Steinway Tower in Manhattan konzipierten.
Der Gründer der JDS Development Group (JDS), Michael Stern, kaufte das Baugrundstück 2015 zusammen mit Joseph Chetrit von der Chetrit Group für 90 Millionen US-Dollar und erwarb 2018 Chetrits Anteil. JDS erhielt 2019 von Silverstein Properties für den Turm ein Darlehen in Höhe von 240 Millionen Dollar, das sie nicht zurückzahlen konnte. Wegen drohender Zwangsversteigerung im Juni 2024 übertrug die JDS Development Group für 672 Millionen US-Dollar die Einzelhandelsflächen, die Mieteinheiten und 143 nicht verkaufte Eigentumswohnungen des Brooklyn Towers an den neuen Eigentümer Silverstein Properties.
Der Bau des Gebäudes begann Anfang März 2017. Im Juli 2021 erreichte das Bauwerk die Höhe von 219,7 Meter (721 Fuß) und löste damit den City Point III (219,5 m, auch Brooklyn Point) als höchstes Gebäude in Brooklyn ab. Die endgültige Höhe von 324,9 Meter (1066 Fuß) wurde am 28. Oktober 2021 erreicht. Der Wolkenkratzer wurde im Jahr 2023 mit Ausnahme des Podiums, dessen Fertigstellung 2025 erfolgen soll, fertiggestellt.

### Tower
Der Brooklyn Tower nimmt den größten Teil eines dreieckförmigen Blocks ein, der von der 9 DeKalb Avenue im Süden, der Fleet Street im Nordwesten und der Flatbush Avenue Extension im Nordosten begrenzt ist. An der südwestlichen Ecke befinden sich der Albee Square und die Geschäftsstraße Fulton Street. Das Grundstück umfasst inklusive des Bankgebäudes 4307,6 m². Im Nachbargebäude an der südöstlichen Ecke des Stadtblocks befindet sich „Junior’s Restaurant & Bakery“.
Der Tower hat eine sechseckige Form, angelehnt an die Außenwände der Rotunde im Erdgeschoss der Bank. An jeder der sechs Seiten hat der Brooklyn Tower leichte Rücksprünge (Staffelgeschosse), die in einer Dachkrone enden. Die Fassade des Wolkenkratzers ist mit Materialien aus Stein, Bronze und Edelstahl verkleidet. Der Sockel besteht passend zum Bankgebäude aus Stein. Die Fassade ist so gestaltet, dass beim Betrachten des Wohnturms aus einem bestimmten Blickwinkel zwei benachbarte Seiten wie eine Ebene erscheinen. Dies ist ein Hinweis auf ältere Art-déco-Wolkenkratzer wie das Chrysler Building und das Rockefeller Center.
Der Turm hat 74 Stockwerke, die in der Vermarktung mit Unterbrechungen bis 93 nummeriert sind. Er beherbergt 150 Eigentumswohnungen ab der 53. Etage, in den Stockwerken darunter 400 Mietwohnungen, davon 120 mit Mietminderung, sowie 9300 m² Einzelhandelsfläche an der Ecke Fleet Street/Flatbush Avenue Extension. Hinzu kommen 11.150 m² Freizeiteinrichtungen innen und außen. Auf der 66. Etage befindet sich ein „Sky Park“ mit einer Open-Air-Loggia, die einen Basketballplatz enthält. Die in der Vermarktung als 85. bezeichnete Etage beherbergt eine „Sky Lounge“ mit mehreren Lounges, Bars und einem Außenkamin mit Panoramablick auf New York City.

### Dime Savings Bank Building
Das an der Basis in den Tower integrierte Bankgebäude wurde 1906–1908 nach Entwürfen von Mowbray und Uffinger erbaut und 1931–1932 von Halsey, McCormack und Helmer erweitert. Das Gebäude hat die Form eines Sechsecks mit abgeschrägten Ecken. Die Bank wurde 2014 verkauft und der Brooklyn Tower wurde als Ergänzung zur Dime Savings Bank errichtet. Die Dime Savings Bank wird in eine Einzelhandelseinheit für den Wolkenkratzer umgewandelt. Auf dem Dach wird es gruppiert um die Guastavino-Kuppel ein 23 m langes Sportschwimmbecken, ein Kinderbecken, einen Whirlpool, mehrere Sonnendecks und Essbereiche mit Grillmöglichkeiten geben. Das Bankgebäude wurde wegen seiner Fassade und dem Interior am 19. Juli 1994 von der New Yorker Landmarks Preservation Commission zum Wahrzeichen der Stadt erklärt.

## Galerie

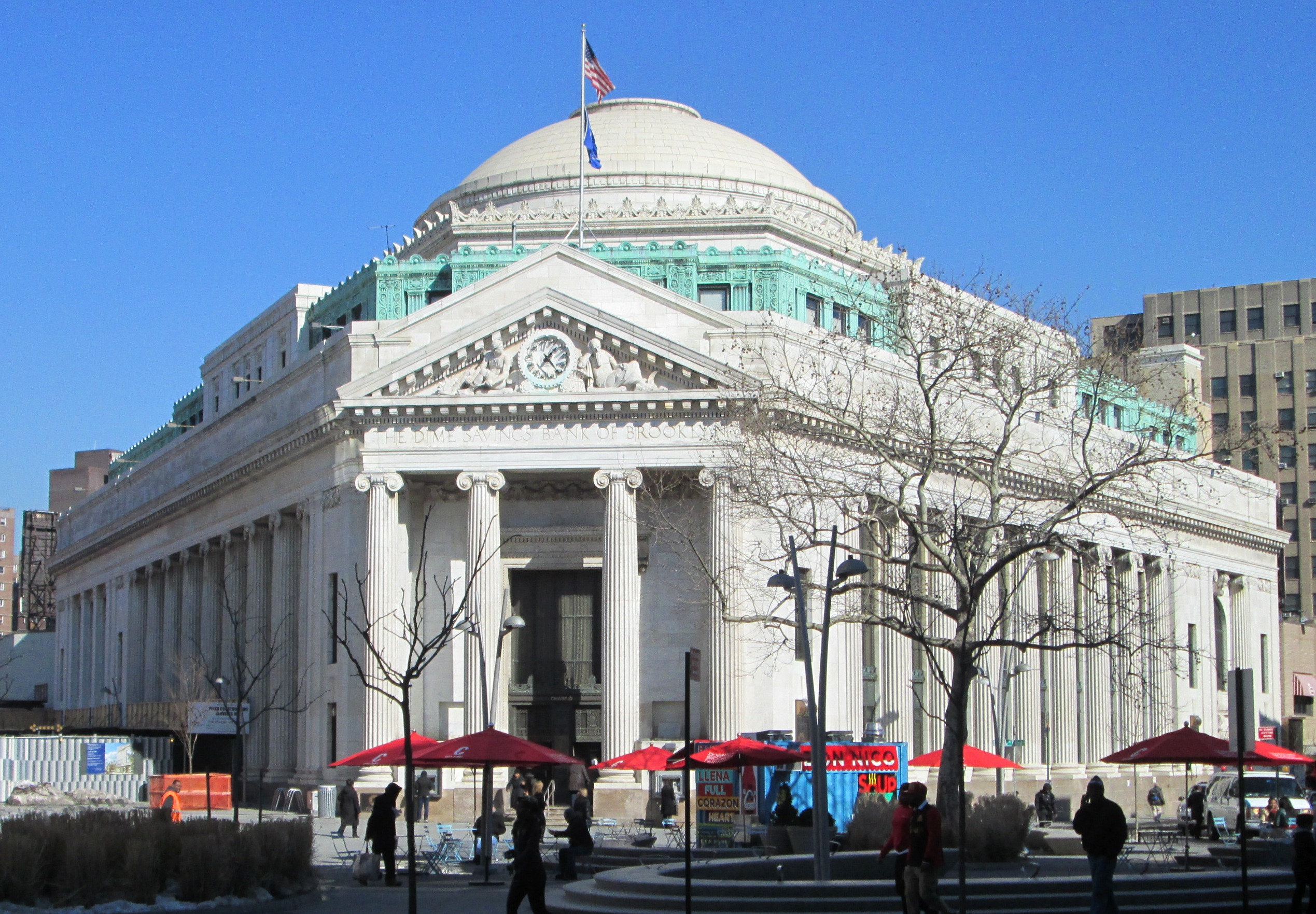
Das integrierte Dime Savings Bank Building
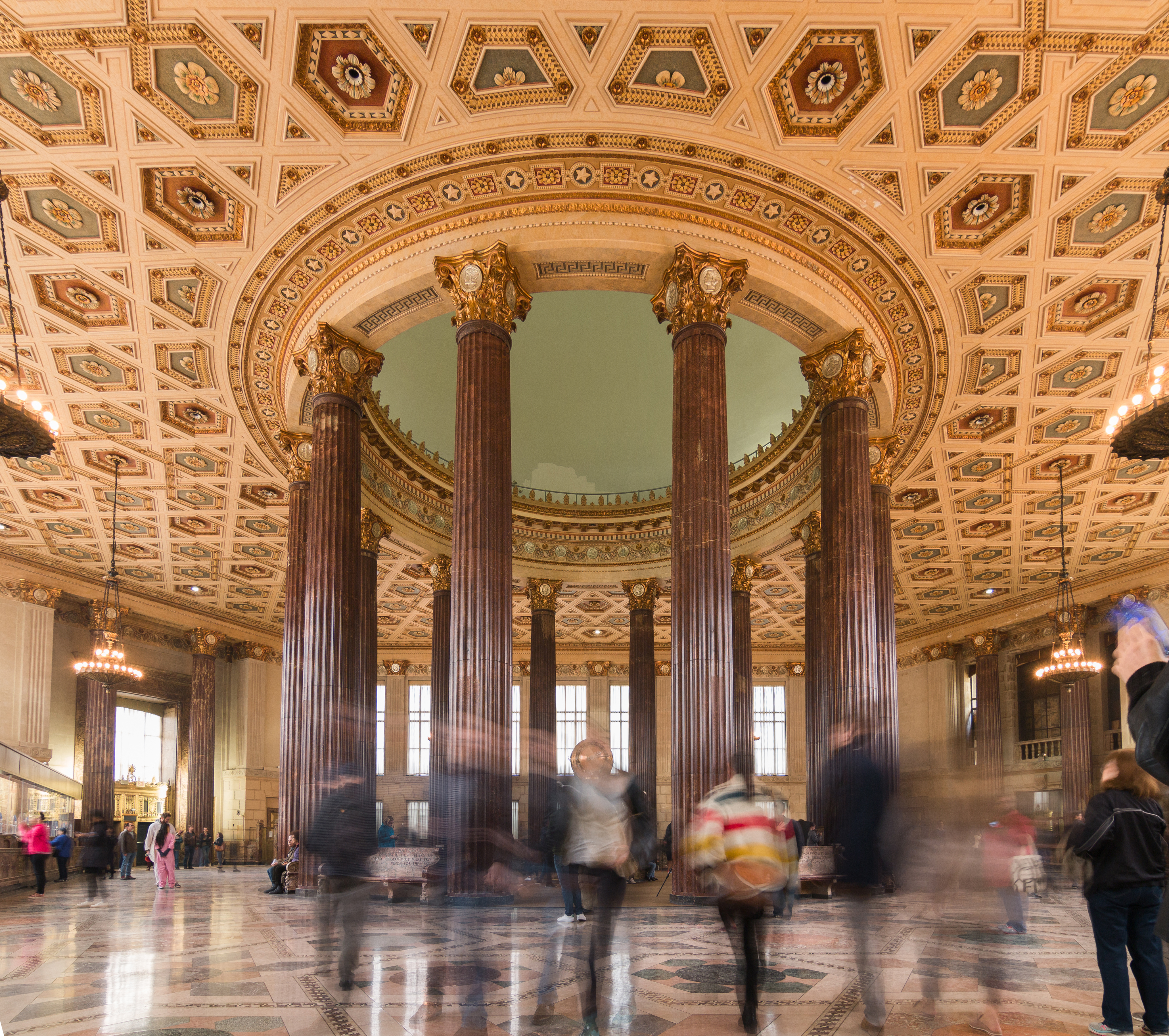
Innenraum der Dime Savings Bank
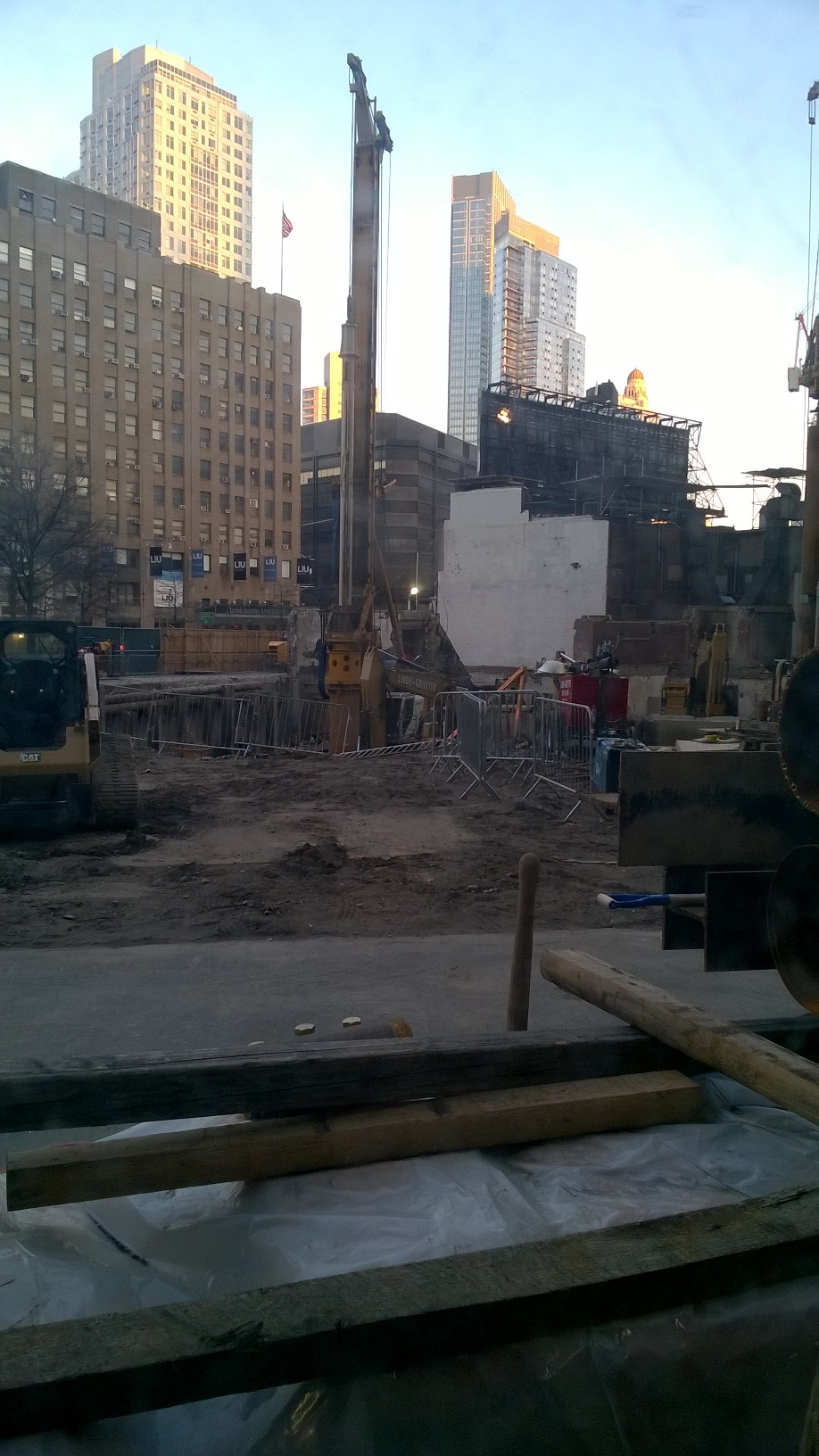
Baubeginn im April 2019
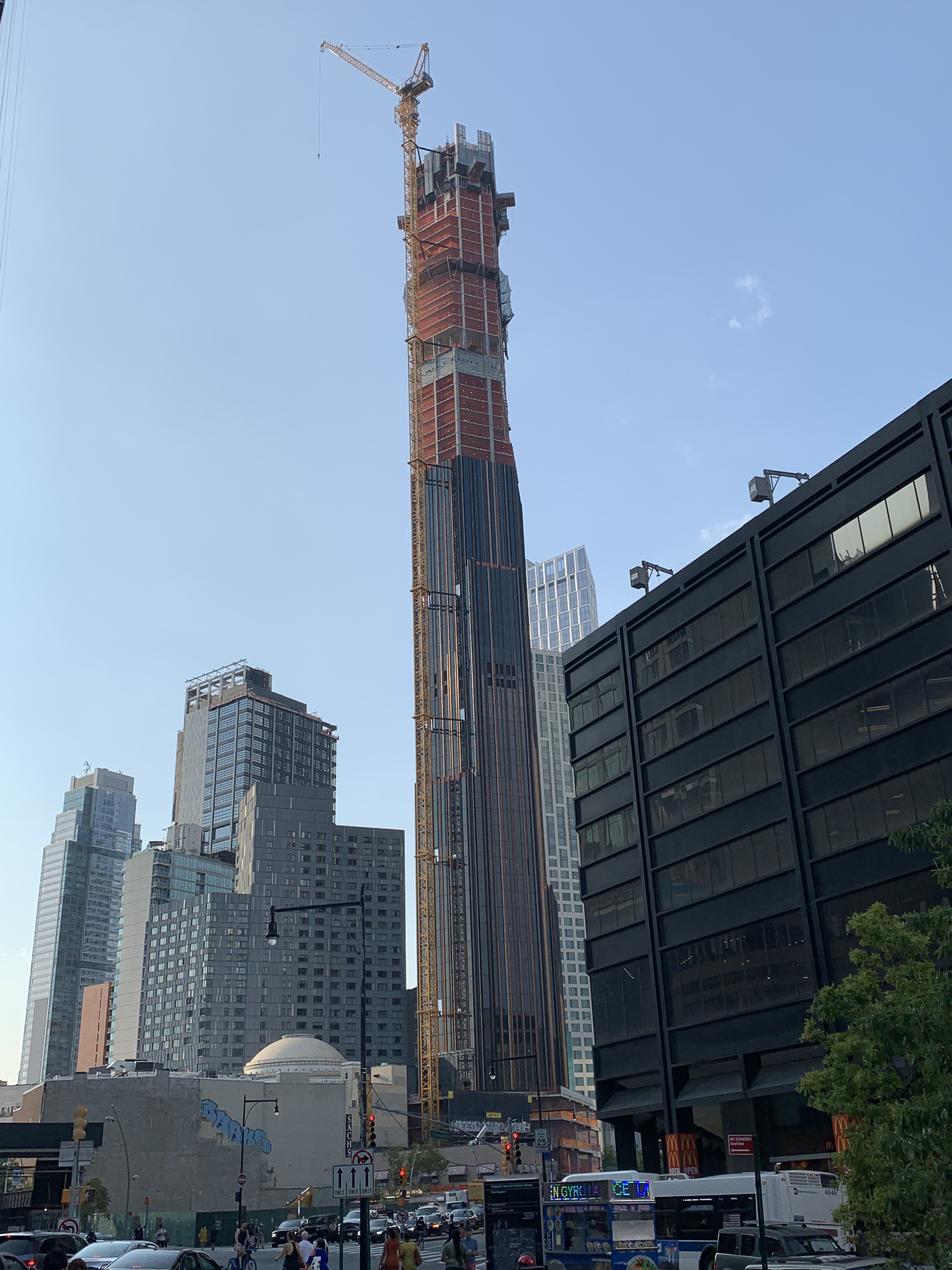
Der Turm im August 2021 …
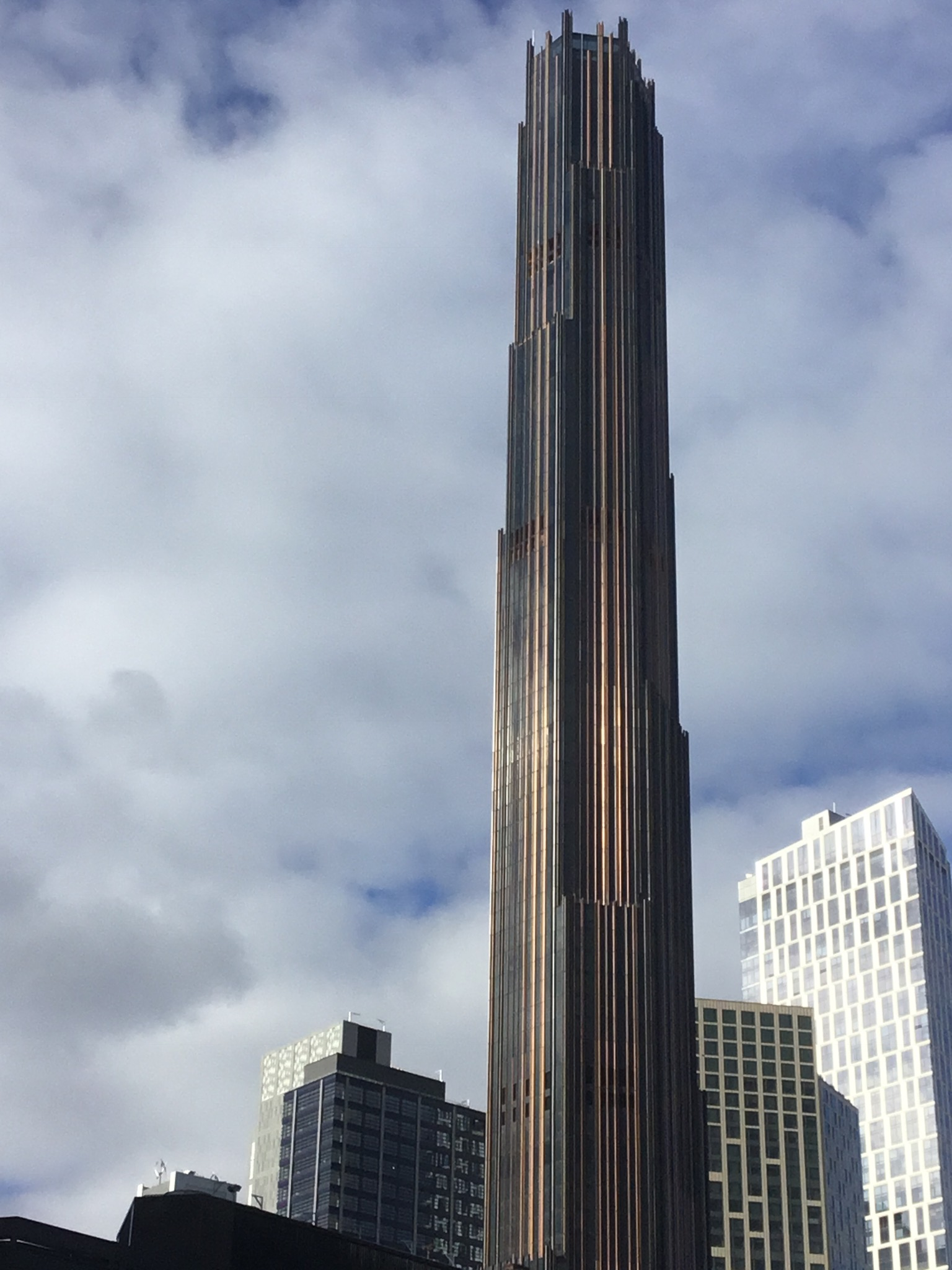
… und im November 2022